# Nymyrtjärnen (Jörns socken, Västerbotten, 724478-168612)
Nymyrtjärnen är en sjö i Skellefteå kommun i Västerbotten och ingår i Byskeälvens huvudavrinningsområde. Nymyrtjärnen ligger i Byskeälven Natura 2000-område.